# کلیمنت کولسنیکوف
کلیمنت کولسنیکوف (روسی: Климент Андреевич Колесников؛ زادهٔ ۹ ژوئیهٔ ۲۰۰۰) شناگر اهل روسیه است.
وی در مسابقات کشوری و بین‌المللی در مجموع برندهٔ ۲۴ مدال طلا، ۱۱ مدال نقره، ۵ مدال برنز شده‌است.